# Jeremy Mincey
Jeremy Lamar Mincey (Statesboro, 14 dicembre 1983) è un giocatore di football americano statunitense che gioca nel ruolo di defensive end per i Dallas Cowboys della National Football League (NFL). Fu scelto nel corso del sesto giro (191º assoluto) del Draft NFL 2006 dai New England Patriots. Al college ha giocato a football all'Università della Florida.

## Carriera professionistica
Mincey fu scelto nel corso del sesto giro del Draft 2006 dai New England Patriots. Fu svincolato dopo breve tempo e dopo aver fatto parte anche dei San Francisco 49ers, il 14 dicembre 2006 firmò coi Jacksonville Jaguars. In 2007, disputò sei gare di stagione regolare e due di playoff games terminando con 12 tackle e un sack. Dopo avere perso tutta la stagione 2009 per infortunio, nel 2010 Mincey disputò 15 gare, di cui 8 come titolare, con 31 tackle e 3 passaggi deviati. La stagione successiva disputò come titolare tutte le 16 partite guidando la squadra con 8 tackle. Il 13 marzo 2012, Mincey firmò un nuovo contratto quadriennale coi Jaguars ma fu svincolato il 13 dicembre 2013. Quattro giorni dopo firmò coi Denver Broncos con cui raggiunse il Super Bowl XLVIII, perso contro i Seattle Seahawks.
Il 12 marzo 2014 firmò un contratto biennale con i Dallas Cowboys del valore di 4 milioni di dollari. Nella prima stagione nel Texas guidò la squadra con 6 sack.

## Palmarès

### Franchigia
- American Football Conference Championship: 1

Denver Broncos: 2013

## Statistiche
| Partite totali      | 82   |
| Partite da titolare | 56   |
| Tackle              | 197  |
| Sack                | 26,0 |
| Intercetti          | 1    |
| Fumble forzati      | 7    |

Statistiche aggiornate alla stagione 2014